# Jason Pridie
Jason Orville Pridie (né le 9 octobre 1983 à Phoenix, Arizona, États-Unis) est un joueur de champ extérieur de baseball. Il évolue dans la Ligue majeure de baseball de 2002 à 2015. En 2016, il rejoint les Hiroshima Toyo Carp de la Ligue centrale du Japon.

## Carrière

### Twins du Minnesota
Après des études secondaires à la Prescott High School de Prescott (Arizona), Jason Pridie est repêché le 4 juin 2002 par les Devil Rays de Tampa Bay au deuxième tour de sélection (43e choix). Encore joueur de Ligues mineures, il passe chez les Twins du Minnesota le 28 novembre 2007.
Jason Pridie fait ses débuts en Ligue majeure le 3 septembre 2008 et participe à dix rencontres en fin de saison.
Reversé en Triple-A au début de la saison 2009, il est appelé dans l'effectif actif de Ligue majeure le 16 juin 2009 mais ne joue qu'un autre match avec les Twins.

### Mets de New York
Le 9 février 2010, Pirdie est réclamé au ballotage par les Mets de New York. Après une saison 2010 dans les ligues mineures, il dispute 101 parties chez les Mets en 2011. Le 23 avril, il obtient son premier coup sûr dans les majeures, contre le lanceur Barry Enright des Diamondbacks de l'Arizona, et le lendemain contre la même équipe il frappe son premier coup de circuit, aux dépens d'Armando Galarraga. Pridie termine la saison avec 4 circuits et 20 points produits.

### Athletics d'Oakland
Le 16 novembre 2011, Pridie signe un contrat des ligues mineures avec les Athletics d'Oakland. Il est libéré après n'avoir joué qu'en ligues mineures pour les Athletics.

### Phillies de Philadelphie
En juin 2012, Pridie rejoint les Phillies de Philadelphie. Il n'y joue que 9 matchs, récoltant trois coups sûrs dont un circuit et trois points produits.

### Orioles de Baltimore
Pridie dispute 4 parties chez les Orioles de Baltimore, y récoltant deux coups sûrs en 2013.

### Rockies du Colorado
Avant la saison 2014, Pridie rejoint l'organisation des Rockies du Colorado. Il ne joue que deux matchs avec les Rockies cette année-là.

### Athletics d'Oakland
Au cours d'une autre année passée principalement en ligues mineures, le vétéran Pridie dispute 6 matchs pour les Athletics d'Oakland en 2015.

## Statistiques
En saison régulière
| Statistiques de frappeur |           |    |    |   |   |    |    |    |     |    |      |
| Saison                   | Équipe    | G  | AB | R | H | 2B | 3B | HR | RBI | SB | BA   |
| 2008                     | Minnesota | 10 | 4  | 3 | 0 | 0  | 0  | 0  | 0   | 0  | .000 |
| 2009                     | Minnesota | 1  | 0  | 0 | 0 | 0  | 0  | 0  | 0   | 0  | .000 |
| Totaux                   | Totaux    | 11 | 4  | 3 | 0 | 0  | 0  | 0  | 0   | 0  | .000 |

Note: J = Matches joués; AB = Passages au bâton; R = Points; H = Coups sûrs; 2B = Doubles; 
3B = Triples; HR = Coup de circuit; RBI = Points produits; SB = buts volés; BA = Moyenne au bâton 